# Archer (Florida)
Archer ist eine Stadt im Alachua County im US-Bundesstaat Florida. Das U.S. Census Bureau hat bei der Volkszählung 2020 eine Einwohnerzahl von 1.140 ermittelt.

## Geographie
Archer liegt rund 15 km südwestlich von Gainesville sowie etwa 120 km südwestlich von Jacksonville.

## Geschichte
Ursprünglich hieß der Ort in den 1840er und 1850er Jahren Deer Hammock und später Darden's Hammock. Damals wurde der Ort von ersten Obst- und Gemüsefarmern besiedelt. Die Eisenbahnära in Archer begann 1861, kurz vor Ausbruch des Sezessionskrieges. In diesem Jahr ließ der Politiker David Levy Yulee, der in der Gegend um Archer Plantagen besaß, als CEO der Florida Railroad eine Bahnstrecke aus Richtung Fernandina über Archer nach Cedar Key fertigstellen. Dabei ließ er den Ort nach seinem kürzlich verstorbenen Freund und Secretary of State, James T. Archer, umbenennen.
1893 wurde eine Bahnstrecke von High Springs über Archer nach Tampa eröffnet, die dem Plant System angehörte und heute von CSX betrieben wird. Der Abschnitt der Florida Railroad zwischen Archer und Cedar Key wurde, mittlerweile im Besitz der Seaboard Air Line Railroad befindlich, im Jahr 1932 stillgelegt. Ab 1913 verband die Atlantic Coast Line Railroad Archer mit Morriston.
Archer war die Heimat des Musikers Bo Diddley, der hier am 2. Juni 2008 starb.

## Demographische Daten
Laut der Volkszählung 2010 verteilten sich die damaligen 1118 Einwohner auf 517 Haushalte. Die Bevölkerungsdichte lag bei 180,3 Einw./km². 65,3 % der Bevölkerung bezeichneten sich als Weiße, 30,9 % als Afroamerikaner, 0,7 % als Indianer und 1,3 % als Asian Americans. 0,6 % gaben die Angehörigkeit zu einer anderen Ethnie und 1,3 % zu mehreren Ethnien an. 4,3 % der Bevölkerung bestand aus Hispanics oder Latinos.
Im Jahr 2010 lebten in 33,1 % aller Haushalte Kinder unter 18 Jahren sowie 24,3 % aller Haushalte Personen mit mindestens 65 Jahren. 64,0 % der Haushalte waren Familienhaushalte (bestehend aus verheirateten Paaren mit oder ohne Nachkommen bzw. einem Elternteil mit Nachkomme). Die durchschnittliche Größe eines Haushalts lag bei 2,47 Personen und die durchschnittliche Familiengröße bei 3,17 Personen.
28,0 % der Bevölkerung waren jünger als 20 Jahre, 22,5 % waren 20 bis 39 Jahre alt, 29,7 % waren 40 bis 59 Jahre alt und 19,9 % waren mindestens 60 Jahre alt. Das mittlere Alter betrug 40 Jahre. 45,9 % der Bevölkerung waren männlich und 54,1 % weiblich.
Das durchschnittliche Jahreseinkommen lag bei 34.722 $, dabei lebten 25,0 % der Bevölkerung unter der Armutsgrenze.
Im Jahr 2000 war Englisch die Muttersprache von 97,54 % der Bevölkerung und spanisch sprachen 2,46 %.

## Verkehr
In Archer kreuzt sich die Florida State Road 24 mit der gemeinsamen Trasse der U.S. Highways 27 und 41.
Der nächste Flughafen ist der Gainesville Regional Airport rund 30 km nordöstlich.